# Homo gautengensis
Homo gautengensis – gatunek z rodziny człowiekowatych opisany przez antropologa fizycznego Darrena Curnoe w 2010. Opisany na podstawie skamieniałości odnalezionych w Republice Południowej Afryki, które były początkowo zidentyfikowane jako Homo habilis, Homo ergaster, a niejednokrotnie jako australopitek. Darren Curnoe uważa swoje znalezisko za szczątki najstarszego gatunku rodzaju Homo.

## Odkrycie i badania
Pierwsze szczątki zostały odkryte w latach 30. XX wieku przez Brooma i Robinsona. W 1977 została znaleziona niemalże kompletna czaszka (holotyp Stw 53), którą przyporządkowano do gatunku Homo habilis. Część publikacji opisała szczątki jako należące do gatunku Australopithecus africanus, jednak większość analiz wykazała przynależność skamieniałości do rodzaju Homo. Niektóre wyniki mówiły o całkiem nowym gatunku jeszcze przed badaniami antropologa Darrena Curnoe, który jest doktorem Uniwersytetu Południowej Walii na Wydziale Biologii, Nauk o Ziemi i Środowiska. Badania opublikowane w maju 2010 opisują fragment czaszki znaleziony kilkadziesiąt lat wcześniej w Republice Południowej Afryki, w prowincji Gauteng, w Jaskiniach Sterkfontein (okolice Johannesburga). Darren Curnoe nazwał odkryty gatunek Homo gautengensis. Lee Berger oraz jego współpracownicy uznali nowy gatunek za nieistniejący, a skamieniałości przypisali do opisanego już wcześniej gatunku – Australopithecus sediba.

## Geochronologia
Identyfikacja Homo gautengensis oparta została na fragmentach czaszek, kilku szczękach, zębach oraz innych kościach znalezionych w różnym czasie i w różnych jaskiniach na terenie tak zwanej Kolebki Ludzkości. Najstarsze okazy pochodzą ze Swartkrans i datowane są na 1,9–1,8 miliona lat. Okazy Stw 53 znalezione w Sterkfontein są datowane na 1,8–1,5 miliona lat. Okaz z Jaskini Gondolin szacuje się na 1,8 miliona lat. Inne okazy ze Sterkfontein mają 1,4–1,1 miliona lat. Najmłodszy okaz ze Swartkrans datuje się na 1–0,6 miliona lat.

## Opis
Według Curnoe, Homo gautengensis miał duże zęby przystosowane do przeżuwania żywności roślinnej. Miał stosunkowo niewielki mózg i spożywał o wiele więcej warzyw niż Homo erectus, Homo sapiens i prawdopodobnie więcej niż Homo habilis. Najprawdopodobniej wytwarzał i używał kamiennych narzędzi, a nawet potrafił wzniecać ogień, jako że znaleziono spalone zwierzęce kości w pobliżu skamieniałości Homo gautengensis.
Curnoe uważa, iż Homo gautengensis mierzył ponad 91 cm i ważył około 50 kg. Zdaniem Curnoe, poruszał się na dwóch kończynach, kiedy chodził po ziemi, jednak znaczną część czasu spędzał na drzewach, żywiąc się, śpiąc i uciekając przed drapieżnikami.
Badacze uważają, że nie posiadał zdolności mowy ani umiejętności językowych. Na podstawie jego anatomii i wieku geologicznego, uczeni ustalili, iż był bliskim krewnym Homo sapiens, jednak niekoniecznie jego bezpośrednim przodkiem.

## Teorie
Przed rokiem 2010 ogłoszono odkrycie nowych skamieniałości człekokształtnego gatunku Australopithecus sediba. Według Curnoe, Australopithecus sediba zdaje się być o wiele bardziej prymitywny niż Homo gautengensis; oba gatunki żyły w tym samym miejscu i w tym samym czasie. Australopithecus sediba jest mniej prawdopodobnym przodkiem współczesnych ludzi niż Homo gautengensis.
Jedną z przyczyn nagłego wzrostu liczby znalezisk szczątków rodzaju Homo są ulepszone metody analizy, często oparte na wcześniejszych znaleziskach, działaniu DNA oraz większej liczbie danych na temat tego, gdzie takie skamieniałości mogą występować.
Curnoe uważa, iż Australopithecus garhi, który został znaleziony w Etiopii, a jego wiek określony na około 2,5 miliona lat, jest najbardziej prawdopodobnym najwcześniejszym bezpośrednim przodkiem Homo gautengensis.
Kości starsze niż te Homo gautengensis wciąż czekają na badania i klasyfikację. Według Colina Grovesa, profesora Szkoły Archeologii i Antropologii na Australian National University w Canberze, na terenie wschodniej i południowej Afryki występowała znaczna liczba szczególnych gatunków będących przodkami ludzi. Występowały one krótko na przestrzeni 2-1 miliona lat temu.